# Brachyiulus podabrus
Brachyiulus podabrus är en mångfotingart. Brachyiulus podabrus ingår i släktet Brachyiulus och familjen kejsardubbelfotingar. Utöver nominatformen finns också underarten B. p. krohnii.